# CDJ

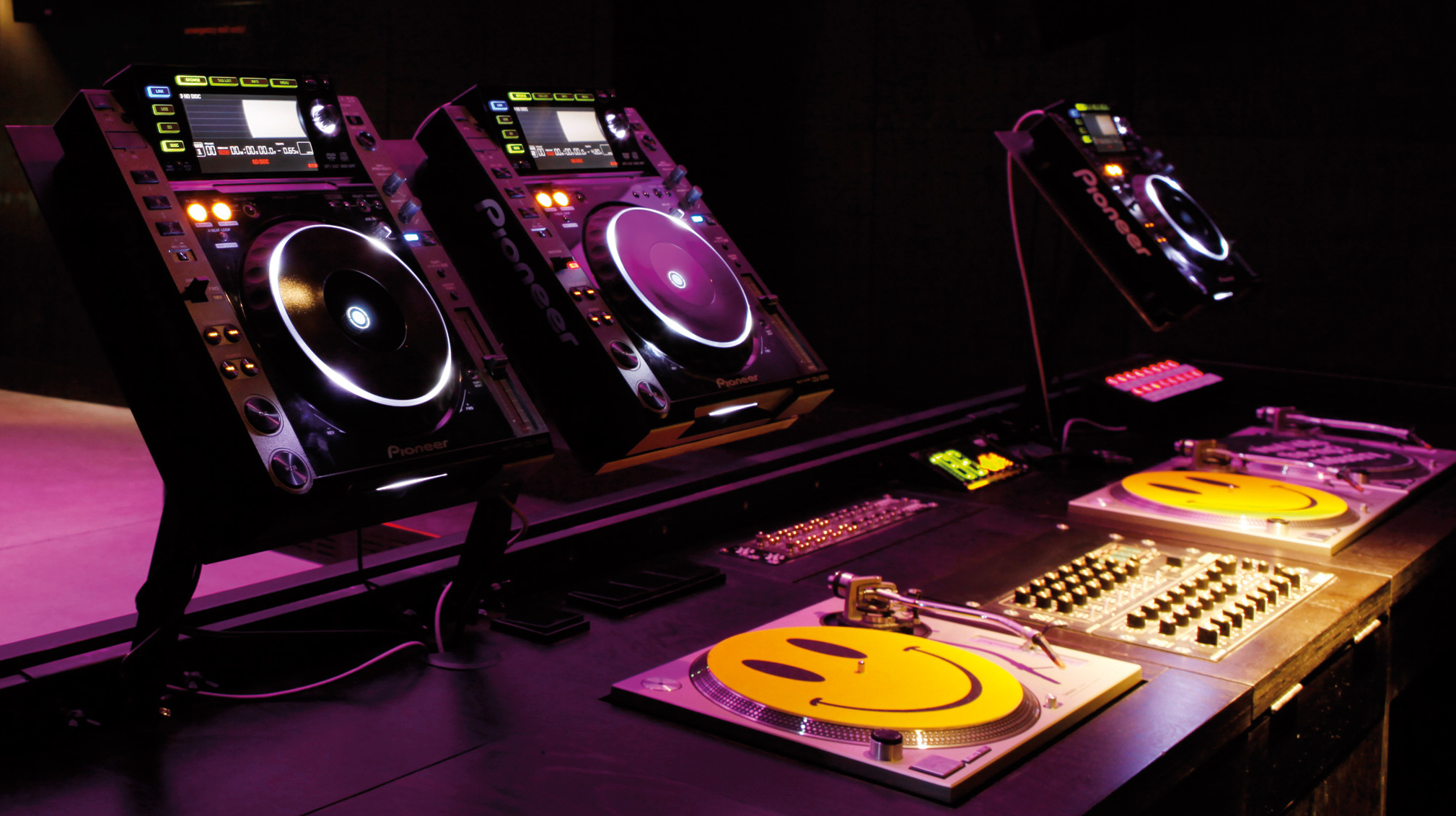
DJ-установка в ночном клубе, состоящая из трёх CDJ (сверху), трёх фонографов для грампластинок и DJ-микшера

CDJ — специализированный цифровой музыкальный плеер для диджеинга, первоначально разработанный для воспроизведения музыки с компакт-дисков. Многие CDJ могут воспроизводить цифровые музыкальные файлы, хранящиеся на USB-флеш-накопителях или SD-картах. В обычном использовании по крайней мере два CDJ подключены к DJ-микшеру. CDJ имеют поворотные переключатели и фейдеры, которые позволяют манипулировать цифровой музыкой, как на виниловой пластинке. У многих есть дополнительные функции, которых нет на проигрывателях, такие как лупинг, анализ ритма и регулирование темпа независимо от высоты тона. Кроме того, некоторые из них могут функционировать в качестве DJ-контроллера для управления воспроизведением цифровых файлов в программном обеспечении, таком как VirtualDJ и Serato.
Многие pro audio компании, такие как Gemini, Denon DJ, Numark, Stanton и Vestax, производили CD-плееры качества DJ. В 1993 году компания Denon DJ первой выпустила двухсекционный рэковый CD-плеер с двумя деками и переменным шагом, с поворотным переключателем и мгновенной кнопкой для диджеев. Он быстро стал отраслевым стандартом и был широко принят у большинства клубов и мобильных диджеев на протяжении 90-х годов до 2004 года, когда Pioneer оказала влияние с CDJ-1000. С тех пор CDJ Pioneer DJ стали широко рассматриваться в качестве отраслевого стандарта.
Pioneer CDJ-400, CDJ-800, CDJ-850K, CDJ-1000, CDJ-900, CDJ-2000 и последняя модель CDJ-3000 имеют режим виниловой эмуляции, который позволяет оператору манипулировать музыкой на компакт-диске, как если бы она была на проигрывателе. Модели, выпущенные до CDJ-1000, не имели этой функции. Pioneer CDJ, выпущенные после CDJ-400, могут воспроизводиться как с USB-флеш-накопителей, так и с компакт-дисков. Pioneer интегрировала своё программное обеспечение rekordbox с CDJ для подготовки музыки с переходами, точными BPM и функциями поиска/плейлиста.

## 1990-е

### CDJ-500
'CDJ-500 (известный как Mark 1 после выпуска второй версии) был признан Pioneer DJ в качестве их первого CD-плеера CDJ, выпущенного в 1994 году. However, there was a Pioneer CDJ-300 that was released in 1994 as a budget model for the CDJ-500..
CDJ-500 был первым плеером Pioneer DJ, имевшим Jog Dial (хотя Technics SL-P1200 был первым в 1986 году, у которого был Jog Dial), что позволило использовать компакт-диск в отличие от стоечных CD-плееров, которые были распространены в то время. Он включал в себя функцию лупа, а также регулировку лупа и другие возможности, связанные с циклическими семплами из воспроизводимой композиции. Контроль высоты тона был только +/- 10%, и Master Tempo позволил заблокировать высоту, несмотря на изменения темпа.
Все модели CDJ-500 имели загрузку компакт-дисков с верхним открытием, которая противоположна всем более поздним диапазонам CDJ (начиная с CDJ-100S в 1999 году), которые имели фронтальную загрузку дисков.

### CDJ-500II
Позже Pioneer выпустила CDJ-500II, единственными изменениями были немного более высокая производительность, регулируемая Loop Out, максимальная длина петли была увеличена до 10 минут.

### CDJ-500S
CDJ-500S (также известный как CDJ-700S в США), выпущенный в 1997 году, был уменьшенной версией CDJ-500. Это ознаменовало собой первое включение системы защиты от пропуска.

### CDJ-100S
CDJ-100S была моделью CDJ, которая была выпущена в начале 1998 года. CDJ-100S был базовым CD-плеером с контроллером высоты тона и тремя вариантами звуковых эффектов.